# Операция «Сезон»

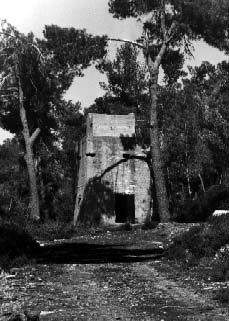
Часовая башня в Кирьят-Анавим, служившая «Хагане» тюрьмой для похищенных членов «Иргун»

Операция «Сезон» — операция, проведённая в 1944—1945 в Палестине руководством ишува против радикальных еврейских подпольных организаций сионистов-ревизионистов «Эцел» («Иргун») и «ЛЕХИ».
В январе 1944 года глава Иргун Менахем Бегин провозгласил возобновление войны против британских мандатных властей Палестины, прекращённой с началом Второй мировой войны (ещё раньше, осенью 1943 года, войну возобновила «ЛЕХИ»), ввиду того, что они продолжали политику ограничения еврейской иммиграции в Палестину. «Иргун» совершила нападение на палестинскую радиостанцию в Рамалле и на полицейские участки в Тель-Авиве и Хайфе. Однако руководство ишува было настроено категорически против, не желая ссориться с английскими властями. Оно вступило в переговоры с Бегиным, пытаясь склонить его прекратить операции против англичан, но получило отказ.
6 ноября 1944 года в Каире двумя активистами «ЛЕХИ» был убит член британского кабинета лорд Мойн. Мойн считался «ярым антисионистом»[кем?], ему было поручено осуществление «Белой Книги», что обещало ожесточённую борьбу против еврейской иммиграции. Немедленно после убийства Мойна руководство ишува объявило войну «ЛЕХИ» и «Иргуну», призвав население сообщать о членах этих организаций английской полиции, не оказывать им никакой помощи, изгонять с работы и из учебных заведений и пр. По словам Вальтера Лакера, «политические соображения заставили лидеров сионизма выступить против ревизионистов: эти диссиденты могли, по их мнению, нанести тяжёлый, а возможно, и непоправимый ущерб сионистской политике. Ревизионисты отказывались подчиняться внутренней дисциплине и пытались навязывать свои правила выборному руководству ишува; в таких условиях было трудно проводить эффективную внешнюю политику».
Руководством ишува была провозглашена охота на ревизионистов. Перед началом операции 170 бойцов «Пальмаха» прошли специализированный курс по тактике антитеррористических операций. 
С помощью разведывательной службы «Хаганы», «Шай», были составлены списки подозреваемых; списки передавались властям, кроме того, «Хагана» и в особенности её ударные отряды «Пальмах» похищали членов «Иргун» и «ЛЕХИ» и либо передавали их англичанам, либо держали в наскоро оборудованных тюрьмах в киббуцах, где они подвергались пыткам. Особенно вопиющим был случай с начальником разведки «Иргун» Яаковом Тавином, которого похитили на улице в Тель-Авиве в феврале 1945 г. и на протяжении полугода держали в тюрьме, подвергая пыткам. Один из похищенных — Йедидья Сегаль — был убит. Информация о 700-х членах «Эцела» была передана британской полиции для последующего ареста, около 100 человек непосредственно выдали мандатным властям. Передача информации англичанам производилась в основном Тедди Колеком, который имел прямой контакт с британской МИ-5.
Практика похищений была резко осуждена в заявлении Главного раввината.
Еврейское агентство воспользовалось «Сезоном» также для сведения собственных политических счетов. В письме от 1 марта 1945 г. комиссар Министерства колоний следующим образом подводил итоги кампании:
1. В общей сложности, Еврейское агентство предоставило пока что данные на 830 подозреваемых,  из которых к настоящему моменту было обнаружено и задержано 337.  Из них 241 подходят под действие Чрезвычайного Положения, остальные были освобождены под надзор либо безоговорочно.

2. К сожалению, Еврейское агентство в списки так называемых террористов по-прежнему включает множество людей, которые не имеют связей с террором, но политически считаются нежелательными для Еврейского агентства.  Это усугубляет трудности, полиция не может отделять овец от козлищ
Арестованные англичанами были главным образом высланы в лагеря в Эритрее. Кроме тех, кто были арестованы, множество лиц было уволено с работы и исключено из учебных заведений. Бегин старался смягчить ситуацию, призывая своих сторонников воздержаться от «братоубийственной войны». Так или иначе, к марту 1945 года боевая деятельность ревизионистов была парализована.
Некоторые офицеры «Хаганы» (среди них будущий министр иностранных дел Игаль Алон) отказались участвовать в подобной операции. Операция была прекращена после того, как такое неподчинение угрожало принять массовый характер.
В мае 1945 г. «Иргун» возобновила борьбу против англичан, а в октябре того же года к ней присоединилась и «Хагана», составившая с «Иргун» и «ЛЕХИ» объединённое «Движение еврейского сопротивления».